# Dilshod Saitov
Dilshod Saitov (Kitob, 2 de febrero de 1999) es un futbolista uzbeko que juega en la demarcación de centrocampista para el Pakhtakor FC de la Super Liga de Uzbekistán.

## Selección nacional
Hizo su debut con la selección de fútbol de Uzbekistán el 9 de octubre de 2021 en un encuentro amistoso contra Malasia que finalizó con un resultado de 5-1 a favor del combinado uzbeko tras el gol de Baddrol Bakhtiar para Malasia, y de Azizbek Amonov, otro de Khusayin Norchaev, y un doblete de Dostonbek Khamdamov para Uzbekistán.

## Clubes
| Club         | País       | Año       | Partidos | Goles |
| ------------ | ---------- | --------- | -------- | ----- |
| FC Nasaf     | Uzbekistán | 2018-2022 | 134      | 11    |
| Pakhtakor FC | Uzbekistán | 2023-     | 39       | 2     |